# Saudeleur

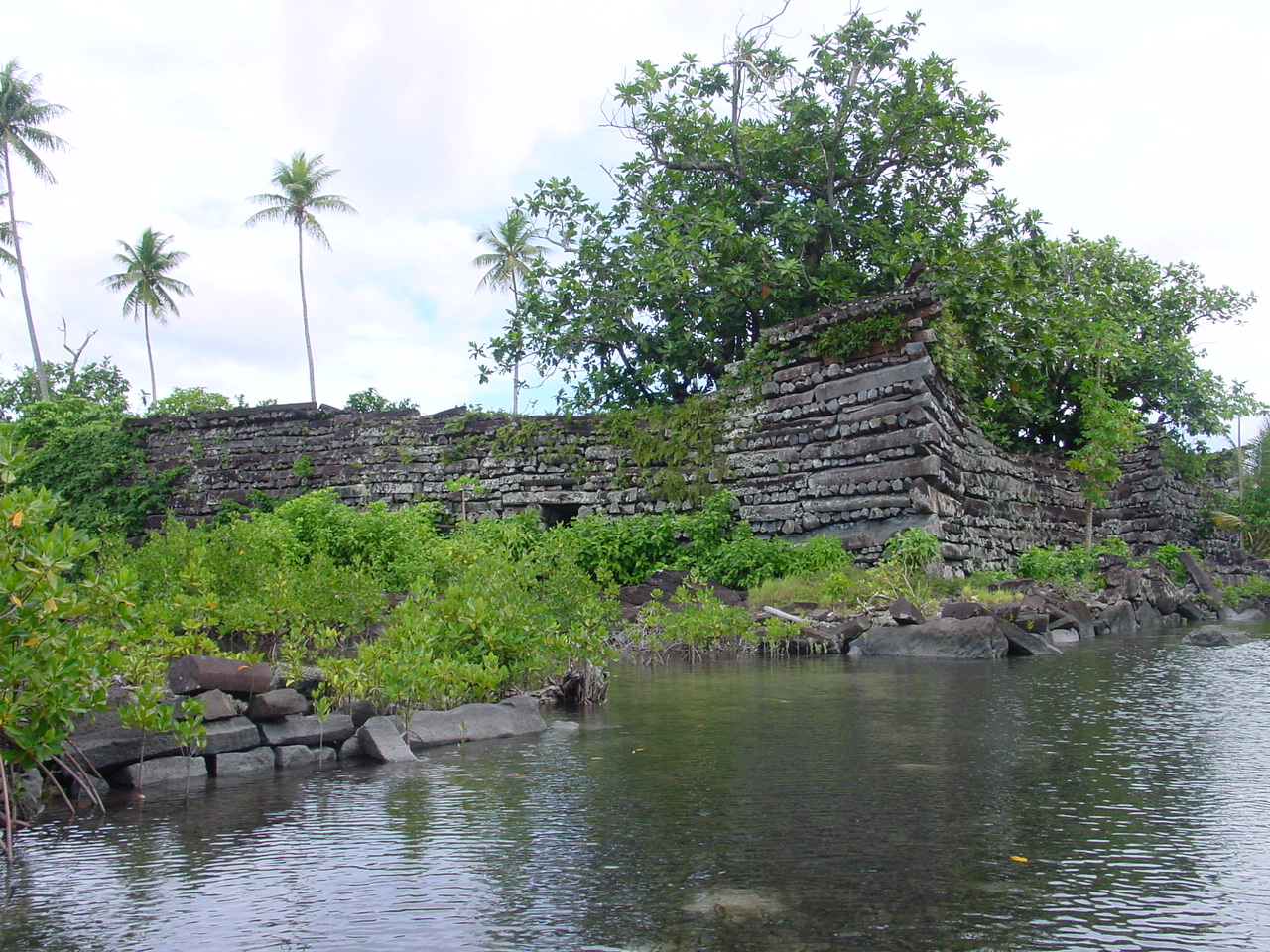
Area archeologica di Nan Madol

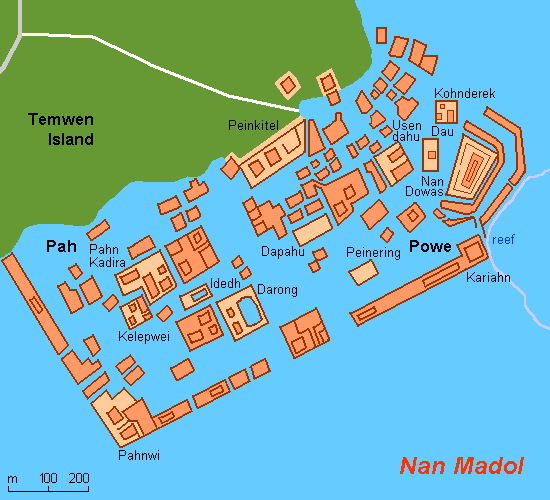
Complesso di Nan Madol

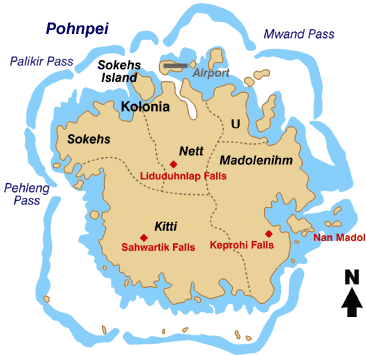
Municipalità della Pohnpei moderna

I Saudeleur (letteralmente "Signore della terra vicina") furono una dinastia che regnò su Pohnpei, isola della Micronesia, fra il 500 e il 1450 AD. Furono la prima organizzazione governativa dell'isola. Il dominio era mantenuto da un solo uomo, il Saudeleur, che regolava e garantiva l'uso della terra della classe dirigente alla gente comune. Al Saudeleur doveva essere pagato un tributo di frutta e pesci. Durante il regno del Saudeleur Mwohnmwei, Pohnpei era divisa in tre wei, o stati:  Kohpwahlele (Madolenihmw),  Kohpwahleng (Kitti) e Pwahpwahlik (Sokehs).  
Secondo una leggenda pohnpeiana, la dinastia iniziò con l'arrivo sull'isola di due fratelli, Olisihpa e Olosohpa, che viaggiarono per l'isola cercando un luogo dove costruire un altare per adorare Nahnisohn Sahpw, il dio dell'agricoltura. I due fratelli costruirono un altare a Nan Madol. Quando Olisihpa morì, Olosohpa divenne il primo Saudeleur, dominando da Nan Madol. A Olosohpa seguirono altri sedici Saudeleur.  
L'ultimo Saudeleur fu Isokelekel, che col titolo di Nahnmwarki, prese il potere e conquistò Nan Madol dal suo predecessore. Secondo la leggenda, Isokelekel nacque dal dio del tuono e da una donna di Kosrae. Il successivo Nahnmwarki continuò a dominare finché Nan Madol venne abbandonata all'arrivo dei primi europei.